# زای (کشاورزی)

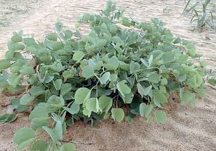
گیاهی که در یک گودال زای رشد می کند

زای یا تاسا یک تکنیک کشاورزی است که شامل حفر گودال‌هایی در خاک‌های کم‌نفوذ برای جمع‌آوری آب و تمرکز کمپوست است. این گودال‌ها معمولاً بین ۱۵ تا ۵۰ سانتی‌متر قطر و حدود ۵ تا ۱۵ سانتی‌متر عمق دارند و با فاصله حدود ۸۰ سانتی‌متری از یکدیگر حفر می‌شوند. این روش به طور سنتی در مناطق غربی صحرای ساحل آفریقا (مانند بورکینافاسو، نیجر و مالی) برای احیای اراضی خشک و افزایش حاصلخیزی خاک استفاده می‌شود.

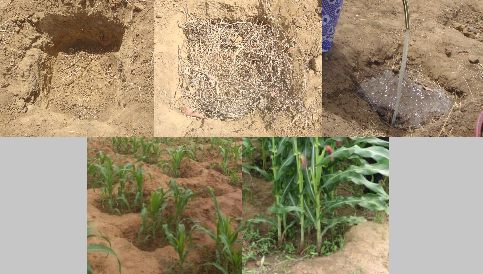
فرآیند گودال زائی

## پیشینه و توسعه
این تکنیک از گذشته در جوامع کشاورزی منطقه ساحل مورد استفاده قرار گرفته است اما در دهه ۱۹۸۰ توسط کشاورزی به نام یاکوبا ساوادوگو از بورکینافاسو مجدداً معرفی شد. او نوآوری‌هایی را در این روش به وجود آورد، از جمله پر کردن گودال‌ها با کود دامی و کمپوست برای تأمین مواد مغذی مورد نیاز گیاهان. این کود باعث جذب موریانه‌ها می‌شود که تونل‌هایشان به بهبود تهویه و نفوذپذیری خاک کمک می‌کند. همچنین، اندازه گودال‌های زای در مقایسه با مدل‌های سنتی کمی بزرگ‌تر شد.
گودال‌های زای باعث افزایش رشد درختان، ذرت خوشه‌ای و ارزن می‌شوند و می‌توانند عملکرد محصول را تا ۵۰۰ درصد افزایش دهند.

## نحوه اجرای تکنیک زای
در تکنیک زای، گودال‌هایی به شکل حوضچه‌های کوچک حفر شده و سپس با مواد آلی مانند کمپوست و کود پر می‌شوند. سپس دانه‌های گیاه درون این گودال‌ها کاشته شده و بارندگی‌های فصلی موجب تغذیه خاک و جلوگیری از فرسایش آن می‌شود. مواد آلی درون این گودال‌ها موجب افزایش ظرفیت نگه‌داری آب و مواد مغذی شده و رشد گیاهان را تسهیل می‌کند.

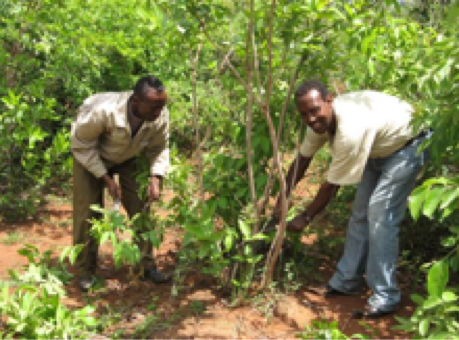
مبارزه با بیابان زایی: درختان بومی که در چاله‌های زای رشد می کنند.

## مزایا و تأثیرات
- افزایش نفوذپذیری خاک و کاهش فرسایش خاک.
- افزایش دسترسی به آب باران در مناطق خشک و کم‌بارش.
- جذب موریانه‌ها که به بهبود ساختار خاک کمک می‌کنند.
- افزایش بهره‌وری زمین‌های کم‌حاصل و بازیابی زمین‌های تخریب‌شده.
- بهبود تولید محصولات کشاورزی از جمله ارزن و ذرت خوشه‌ای.
- افزایش پوشش گیاهی و جلوگیری از گسترش بیابان‌زایی.

## روش‌های جایگزین
در برخی مناطق، مهندسان کشاورزی پیشنهاد کرده‌اند که به جای تکنیک زای، از روش‌های دیگری مانند سدسازی‌های کوچک در مناطق با خاک‌های بسیار سبک استفاده شود. این روش‌ها می‌توانند در برخی شرایط کارایی بیشتری داشته باشند اما هزینه و نیروی کار بیشتری را می‌طلبند.

## همچنین ببینید
- دارکشت‌ورزی
- تپه‌کاری
- پشته نیم‌دایره‌ای
- دیوار سبز بزرگ (آفریقا)

## مراجع
1. ↑  "Sourcebook of Alternative Technologies for Freshwater Augumentation in Africa". United Nations Environment Programme. Archived from the original on 26 March 2003. Retrieved 11 December 2016.
2. ↑  "Zai: Reversing Desertification – Soil International". soilinternational.com. Retrieved 9 June 2024.
3. ↑  Kaboré, Daniel; Reij, Chris (2004). "The emergence and spreading of an improved traditional soil and water conservation practice in Burkina Faso". International Food Policy Research Institute. Archived from the original on 8 January 2013.
4. ↑  Bass, Hans-Heinrich; von Freyhold, Klaus; Weisskoeppel, Cordula (2013). "Wasser ernten, Bäume schützen: Ernährungssicherung im Sahel" (PDF) (به آلمانی). pp. 46–48. Retrieved 11 December 2016.